# Du Pape
Das Buch Du Pape (Über den Papst / Vom Papst u. a.) ist das politisch-theoretische Hauptwerk des savoyischen Schriftstellers, politischen Philosophen und Diplomaten Joseph de Maistre. Das Buch erschien zuerst im Jahr 1819 in zwei Bänden in Lyon.

## Einordnung
Trotz seiner engen Beziehungen mit Frankreich war de Maistre ein Untertan des Königs von Piemont-Sardinien, dem er als Mitglied des Senats von Savoyen (1787–1792), als Botschafter in Russland (1803–1817) und als Staatsminister am Hof von Turin (1817–1821) diente.
Der von Jesuiten erzogene de Maistre wurde ein Hauptvertreter des gegenrevolutionären Royalismus und politischen Klerikalismus, ein Chefideologe der Restauration. In seinem Versuch, den Absolutismus und die feudale Gesellschaftsordnung zu rechtfertigen, sah er im Katholizismus und päpstlichen Primat die Grundlage des staatlichen und sozialen Lebens.
Bereits de Maistres Essai sur le principe generateur des constitutions politiques et des autres institutions humaines über die Entstehung politischer Verfassungen und anderer Institutionen aus dem Jahr 1809 hatte Aufsehen erregt.
Er verteidigt in diesem Werk die Grundlagen des Ancien Régime – den Absolutismus und die feudale Gesellschaftsordnung – gegenüber den Ideen der Aufklärung und deren Folgen während der Französischen Revolution.

## Inhalt
Das Werk ist in vier Teile untergliedert. Im ersten argumentiert de Maistre, der Papst sei in der Kirche der Souverän, und es sei ein wesentliches Merkmal aller souveränen Macht, dass ihre Entscheidungen keiner Anfechtung unterliegen sollten.
Nach de Maistre ist der Papst somit unfehlbar in seiner Lehre, da er seine Souveränität durch seine Lehre ausübe. Maistres Argument zugunsten der päpstlichen Unfehlbarkeit ragt aus der Geschichte der Theologie heraus, weil er zu den frühesten katholischen Schriftstellern zählte, welche die Doktrin offen diskutierten, die bis zum Ende des 19. Jahrhunderts nicht dogmatisch festgelegt war.
Maistre schreibt meist aus dem Blickwinkel des Unfehlbarkeitscharakter besitzenden ordentlichen Lehramtes, während das Erste Vatikanische Konzil (1868–1869) ein Dogma der Unfehlbarkeit des außerordentlichen päpstlichen Lehramtes definiert.
In den übrigen Teilen untersucht der Autor die Beziehungen des Papstes zu den weltlichen Mächten, zur Kultur und zum Wohl der Nationen und zu den „schismatische Kirchen“.
Er argumentiert, dass vor allem Nationen des Schutzes gegen Machtmissbrauch durch einen höheren Souverän bedürften und dass dieser Souverän der Papst sein solle, als Retter und Schöpfer der europäischen Zivilisation.
Bezüglich der „schismatischen Kirchen“ glaubte de Maistre, dass sie letztendlich in philosophische Indifferenz fallen würden, da der Katholizismus die einzige Religion sei, die vollständig mit der Wissenschaft vereinbar sei.

## Wirkung
Das Werk wurde schon früh von Moritz Lieber ins Deutsche übersetzt (Vom Pabst, 1822) und von Aeneas McD. Dawson ins Englische (The Pope, 1850).
1821 veröffentlichte de Maistre De l’Église gallicane dans son rapport avec le souverain pontife,  pour servir de suite à l'ouvrage intitule Du Pape, par l'auteur des Considerations sur la France (Eine deutsche Übersetzung erschien 1823 in Frankfurt am Main in der Andreäischen Buchhandlung unter dem Titel: Von der Gallicanischen Kirche in ihrem Verhältnisse zu dem Kirchen-Oberhaupte. Eine Fortsetzung des Werkes Vom Pabst). Dort versuchte er nachzuweisen, dass die französische Kirche „stets in dem wahren Geist und Sinn des römischen Stuhls einherschritt“.
Der Liberale Isaiah Berlin zählte de Maistre 1952 zusammen mit Helvetius, Rousseau, Fichte, Hegel und Saint-Simon zu den Six Enemies of Human Liberty (Sechs Feinden der menschlichen Freiheit).

## Ausgaben
Französisch
Von mehreren französischen Ausgaben liegen einige digitalisiert vor.
- Joseph de Maistre: Du Pape. Suivi de l'Église gallicane dans son rapport avec le Soverain Pontife (= Du Pape. Suivi de l'Église gallicane dans son rapport avec le Soverain Pontife. Band 2) Société National, Brüssel 1838. (Volltext in der Google-Buchsuche)
- Joseph de Maistre: Du Pape. Novelle Édition Charpentier, Paris 1841. (Digitalisat)
- Joseph de Maistre: Du Pape. Josef Albanel, Paris 1867. (Digitalisat)
- Joseph de Maistre: Du Pape. Vingt-Uniemè Édition J. B. Pélagaud, Paris/Lyon 1868. (Volltext in der Google-Buchsuche)

Englische Übersetzung
- The Pope. Translated by Aeneas McD. Dawson, 1851 (Online)

Deutsche Übersetzung
- Joseph von Maistre: Vom Pabst. Aus dem Französischen übersetzt von Moriz Lieber. 2 Bände. Frankfurt a. M., Andreäische Buchhandlung 1822, 2 Bände (Digitalisat I, II)[7]